# Спутай, Иван
Ива́н Спу́тай (латыш. Ivans Sputajs; 9 февраля 1988, Игналина) — латвийский футболист, полузащитник.

## Карьера
На взрослом уровне начинал играть в футбол в составе «Сконто-2», выступавшего в первой лиге Латвии.
В 2006 году перешёл в рижский «Олимп», являвшийся по сути молодёжной сборной Латвии, в составе клуба одержал победу в турнире первой лиги и забил в победном сезоне 7 мячей. На следующий год вместе с командой дебютировал в высшей лиге Латвии. Первый гол на высшем уровне забил 8 мая 2007 года в матче против «Риги» (2:3). Всего в ходе сезона принял участие в 27 матчах из 28 возможных и забил 3 гола, разделив звание лучшего бомбардира команды с Александром Соловьёвым. В следующих двух сезонах также выступал за «Олимп», стал финалистом Кубка Латвии 2007 года и принимал участие в матчах Кубка УЕФА 2008/09.
В 2010 году перешёл в «Гулбене», который в том сезоне уверенно стал победителем первой лиги. Спутай играл в линии нападения вместе с Владимиром Камешем и японцем Минори Сато и забил в турнире 11 голов, став лучшим бомбардиром клуба (его напарники забили по 10 голов). На следующий сезон в составе «Гулбене» футболист играл в высшей лиге. В ходе сезона-2011 перешёл в другой клуб высшей лиги — «Юрмала», в котором провёл полтора года, а в 2012 году разделил звание лучшего бомбардира клуба с Артёмом Осиповым, забив 8 голов.
В сезоне-2013 играл за аутсайдера высшей лиги «ДЮСШ Илуксте», принял участие в 24 матчах и не забил ни одного гола. С 2014 года не выступает на профессиональном уровне.

## Достижения
- Финалист Кубка Латвии: 2007.
- Победитель Первой лиги Латвии: 2006, 2010.